# Футбол в Смоленске
История смоленского футбола началась в 1908 году. На летние каникулы в Смоленск приехали студенты, обучающиеся в Москве и Петрограде, некоторые из них играли в командах столичных городов: в Москве — за команды «Унион», «Новогиреево», «Замоскворецкий клуб спорта», в Петербурге — за «Нарвский кружок спортсменов», «Коломяги».

### 1908—1964
Первый матч был проведен между командами студентов из Москвы и Петрограда на территории Лопатинского сада. Врыли столбы, которые обозначали ворота, верхней перекладины не было.
Спонсорские функции, экипировку команд взял на себя сын мелкого фабриканта Гергарди, а рекламу и пропаганду новомодной игры — сын редактора «Смоленского вестника» Лурье.
Вскоре была организована Смоленская футбольная лига. Наиболее сильной в то время была команда «Общества физического развития» (ОФР). После Революции лидером местного футбола стал «Смоленский кружок спорта» (СКС).
В 1924 году основаны команды «ДКА БВО» (Дом Красной Армии Белорусского военного округа) и «Динамо». В 1927 году сборная Западной области стала серебряным призером чемпионата РСФСР. В 1937 году «ДКА БВО» занял второе место в группе «Г» первенства СССР.

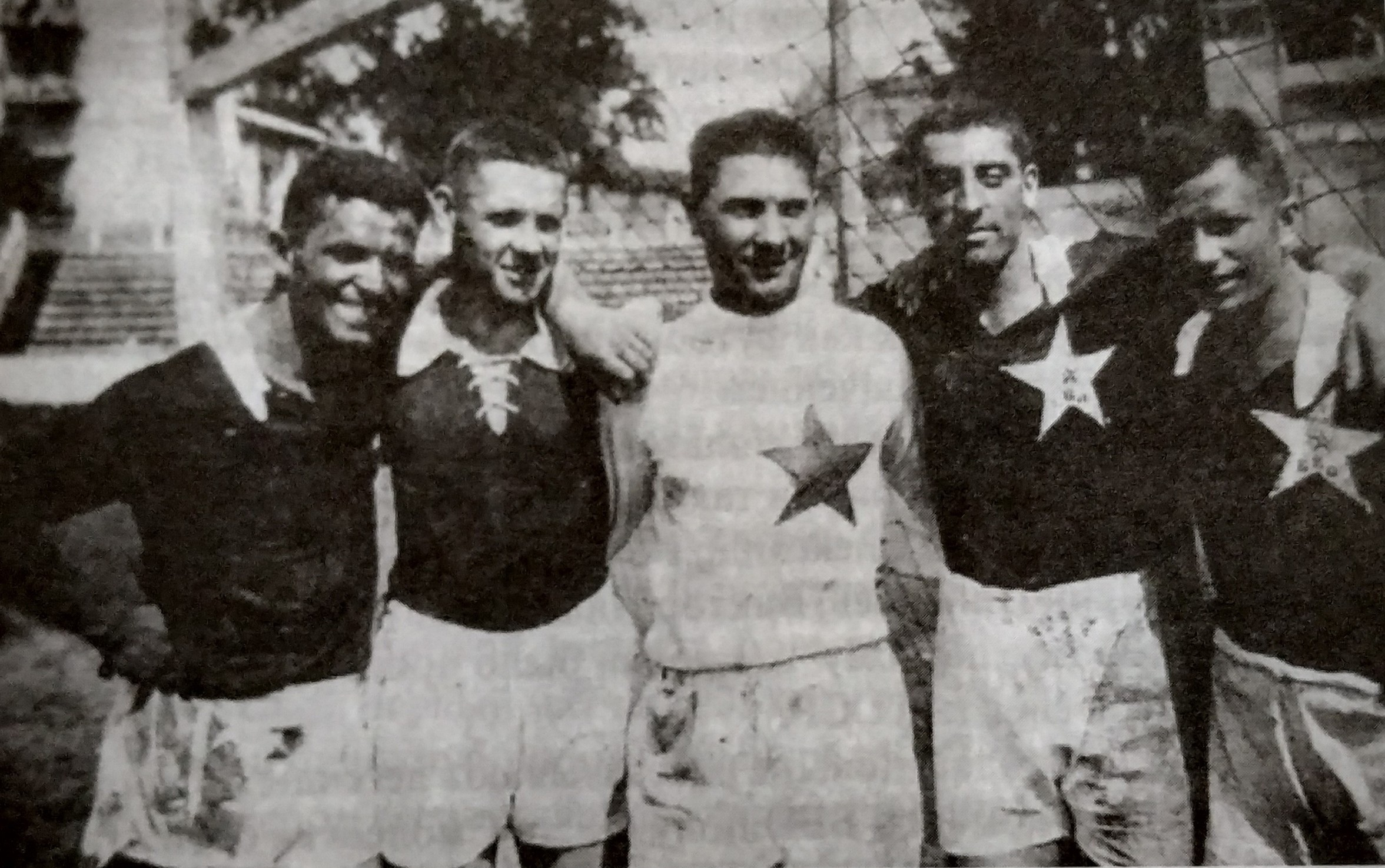
Смоленская футбольная команда ДКА БВО. 1934 год

В 1943—1964 годах главная команда Смоленщины носила названия «Динамо», «Труд», «Текстильщик» и «Спартак». С 1960 года (в 1960 году — «Текстильщик», в 1961—1964 — «Спартак», с 1965 — «Искра») Смоленск ежегодно был представлен в чемпионате СССР (на уровнях от класса «Б»/Первой лиги до Второй низшей лиги).

### 1965—1994
В 1965 году на основе сильнейших местных команд был создан футбольный клуб «Искра». В 1976 году клуб стал победителем финальной пульки чемпионата РСФСР среди команд Второй лиги.
В 1979 году «Искра» вышла в первую лигу, где занимала 9 место (1980), 7 место (1981), 17 место (1982, 1983), 12 место (1984), 21 место (1985) и 22 место (1986).
В розыгрыше Кубка СССР 1984/1985 смоленской команде удалось обыграть магнитогорский «Металлург» (3:0), «Динамо» Тбилиси (2:2, по пен. 4:3), «Динамо» Самарканд (1:0), «Динамо» Минск (1:0) и выйти в полуфинал, где «Искра» в присутствии 33 000 зрителей уступила киевскому «Динамо» 0:3.
За смоленскую «Искру» в разное время выступали Георгий Ярцев, Александр Максименков, Джемал Силагадзе, Сергей Шавло, Николай Булгаков и другие известные футболисты.
В 1987—1994 годах ФК «Искра» выступал во второй лиге СССР, во Второй и Третьей лигах России.

### 1995—2003
В конце 1994 года «Искра» объединилась с другой местной командой «Кристалл». Был образован клуб ЦСК ВВС «Кристалл» (с 1998 года — «Кристалл»).
За команду выступали такие известные футболисты, как Валерий Соляник, Сергей Гунько, Алексей Гудков, Сергей Филиппенков, Александр Антипенко, Томаш Выходил, Олег Шишкин, Вячеслав Даев, Армен Адамян, Александр Контиев и другие.
В 1996 году команда вышла в Первый дивизион, где занимала 7-е место (1997), 4-е (1998), 11-е (1999), 5-е (2000), 10-е (2001, 2002) и 20-е (2003) места. В 1998 году смоленской команде не хватило 5 очков до выхода в высший дивизион.

### 2004—2018
В начале 2004 года в связи с финансовыми проблемами учредителями клуба было принято решение о расформировании «Кристалла» и создании на его основе новой команды — ФК «Смоленск», в июле 2008 года переименованный в «Днепр».
В 2005—2007 и 2009—2018 годах «Днепр» неизменно принимал участие в Первенстве России среди клубов Второго дивизиона.
Наибольшего успеха команда добилась в сезоне 2011/12, когда смоленская команда заняла 4-е место в зоне «Запад». В сезонах 2012/13 и 2013/14 «Днепр» занимал 6-е и 5-е места соответственно.
В Кубке России 2016/2017 команде удалось выйти в 1/32 финала, где на последних минутах дополнительного времени смоляне уступили ярославскому «Шиннику» со счётом 0:1.
В 2018 году было принято решение о прекращении финансирования «Днепра» из средств областного бюджета. Фанаты «Днепра» пытались привлечь внимание общественности к проблеме, организовав турнир по футболу «Днепр» должен жить».
В 2018 году в III дивизионе (зона «Черноземье») играла команда «Искра» (создана на базе одноимённой детской футбольной школы, основанной 15 октября 2014 года), планировала играть в Первенстве ПФЛ 2018/19. После сезона, проведённого в III дивизионе, «Искра» сосредоточилась на молодёжном футболе. В 2019 году команда «Искра» стала чемпионом Смоленской области, в чемпионате 2020 года заняла 3-е место.

### 2019—н.в.
26 марта 2019 года «Днепр» снялся с Первенства ПФЛ. В августе 2020 года в Первенство ПФЛ был заявлен ФК «Смоленск», который в августе 2021 года снялся с профессиональных соревнований.
22 марта 2022 года было официально объявлено о том, что «Днепр» будет возрождён и примет участие в чемпионате Смоленской области. По итогам сезона команда заняла 4-е место в областном чемпионате, также четвертой в чемпионате города Смоленска стала молодёжная команда «Днепр-М». 6 марта 2024 года «Днепр» объявил о том, что клуб проходит лицензирование для участия в Первенстве России среди клубов III дивизиона в сезоне 2024 года. По итогам сезона команда заняла 9-е место в группе «Запад» Третьей лиги СФФ «Центр». Также второй состав «Днепра» занял 3-е место в чемпионате города Смоленска.

## Смоленские команды
- 1908—1919: «Общество физического развития» (ОФР)[24]
- 1918—1924: «Смоленский кружок спорта» (СКС)
- 1925—1941: «Дом Красной Армии Белорусского Военного округа» (ДКА БВО)
- 1925—1959: «Динамо»
- 1958—1959: «Труд»
- 1960: «Текстильщик»
- 1961—1964: «Спартак»
- 1965—1994: «Искра»
- 1993—2003: «Кристалл» (в январе 1995 года объединился с «Искрой» и в 1995—1998 годах назывался ЦСК ВВС «Кристалл»)
- 2004—н.в.: «Днепр», в 2004—2008 годах носил название «Смоленск», в 2016—2018 — ЦРФСО (Центр развития футбола Смоленской области)
- 2020—2021: «Смоленск»

«Днепр» в 2004 году участвовал в Первенстве ЛФЛ (ЛФК), в сезонах 2005—2018/19 — Первенстве ПФЛ, снявшись с Первенства—2018/19 в зимнюю паузу. В 2022 году возрождённый «Днепр» стартовал в областном чемпионате, с 2024 года — в Третьей лиге.
На сезон-2020/21 в Первенство ПФЛ были заявлены ФК «Смоленск» и ФК «Красный» из пгт Красный Краснинского района Смоленской области (играл на стадионе СГАФКСТ в Смоленске), ранее под названием «Красный-СГАФКСТ» (Смоленск) выступавший на любительском уровне (в 2018 и 2019 годах — в III дивизионе/ЛФК). Оба клуба планировали заявиться в Первенство ПФЛ ещё сезоном ранее.
На сезон-2021/22 во Втором дивизионе ФНЛ был заявлен ФК «Смоленск», который снялся с первенства после трёх проведённых матчей (также были сыграны 2 игры на Кубок России).
С 2024 года возрождённый «Днепр» снова начал выступать в Третьей лиге.

## Достижения

### Первенство СССР
- Чемпионат СССР (группа «Г»)
  -  Серебряный призер (1): 1937

- Чемпионат РСФСР
  -  Чемпион (1): 1976
  -  Серебряный призер (1): 1927

- Вторая лига СССР
  -  Чемпион (1): 1979
  -  Серебряный призер (3): 1976, 1977, 1978

- Кубок СССР
  - Полуфиналист: 1984/1985

### Первенство России
- ФНЛ
  - 4-е место: 1998
  - 5-е место: 2000

- ПФЛ
  -  Серебряный призер (1): 1996

- ЛФЛ
  -  Чемпион (1): 1994

«Днепр»
- ПФЛ
  - 4-е место: 2011/2012
  - 5-е место: 2013/2014

- ЛФЛ
  -  Серебряный призер (1): 2004
  -  Бронзовый призер (1): 2008

- Кубок МОА «Черноземье»
  -  Серебряный призер (1): 2008

- Турнир «Дружба»
  -  Чемпион (3): 2014, 2015, 2016

## Студенческий футбол
В городе развита система студенческих футбольных соревнований, команда СГАФКСТ — победительница Национальной студенческой футбольной лиги 2017, в 2019 году заняла 6-е место на чемпионате мира среди студентов, а годом ранее стала серебряный призёром футбольного турнира Европейских университетских игр[en].

## Стадионы
На стадионе «Спартак» проводились матчи первенств СССР и России. С введением в строй нового СК СГАФКСТ в начале 2010-х годов стадион СГАФКСТ стал главным стадионом для футбольных команд — участниц первенства России.

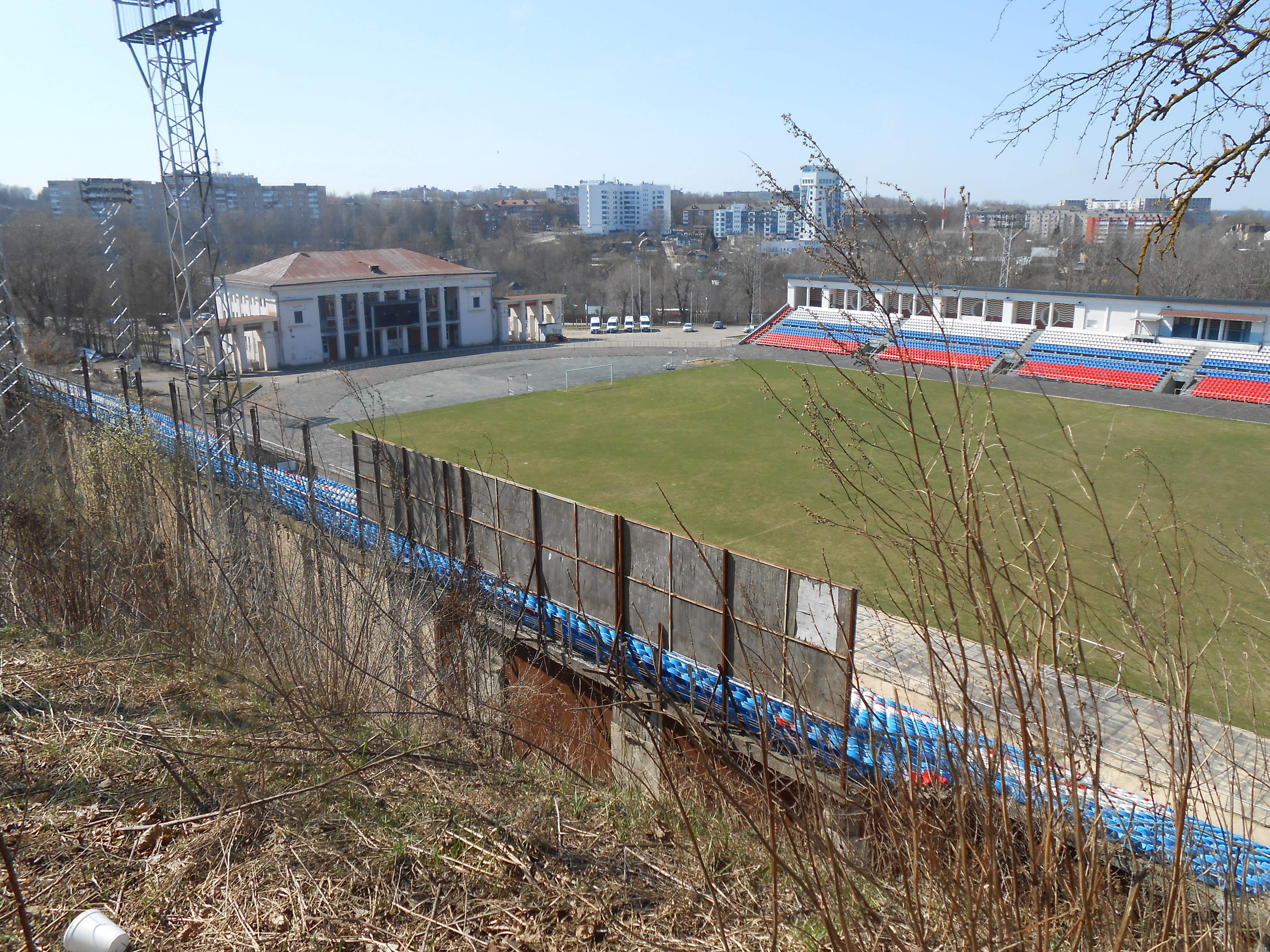
Футбольное поле и трибуны стадиона «Спартак»
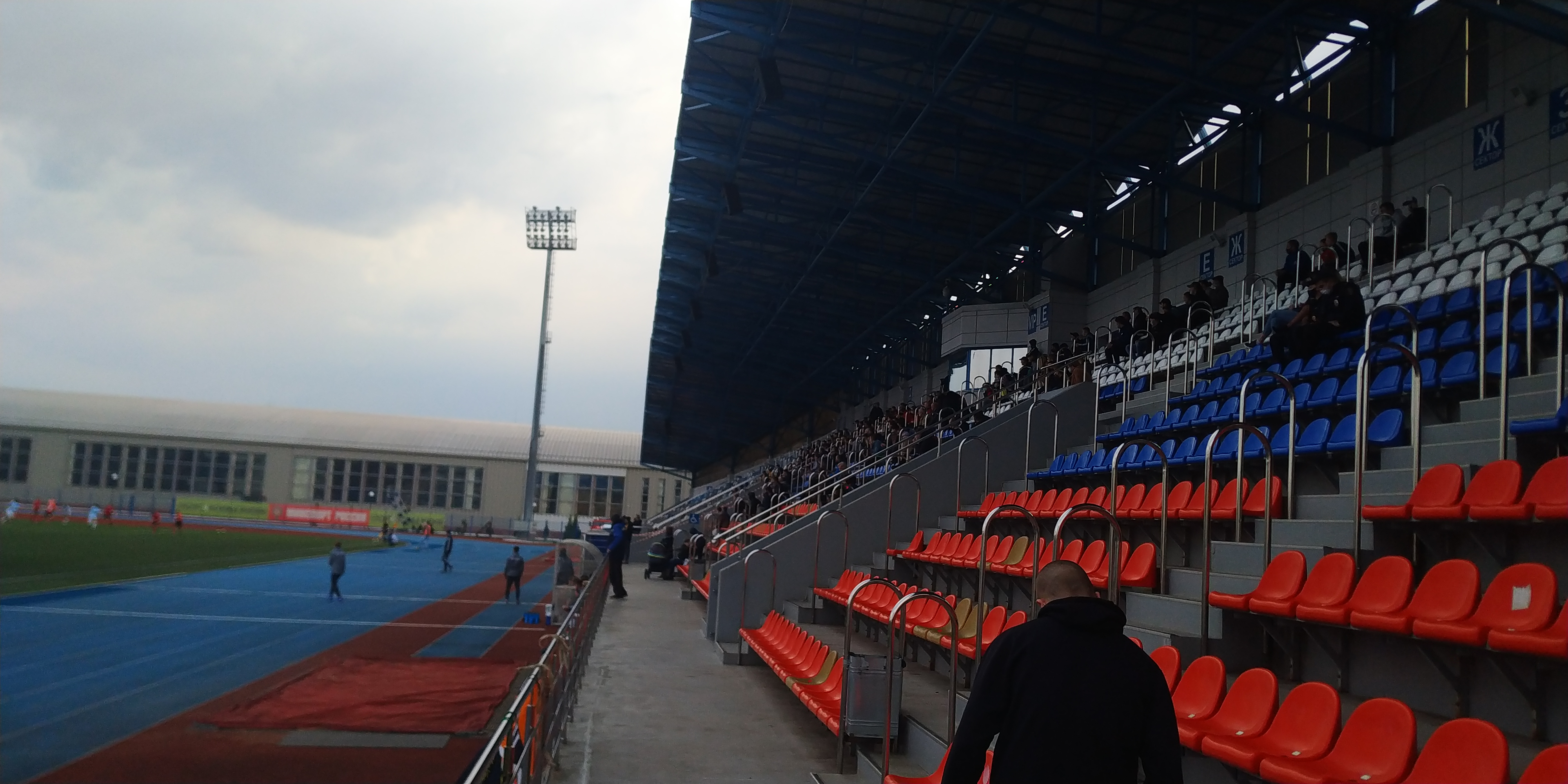
Стадион СГУС
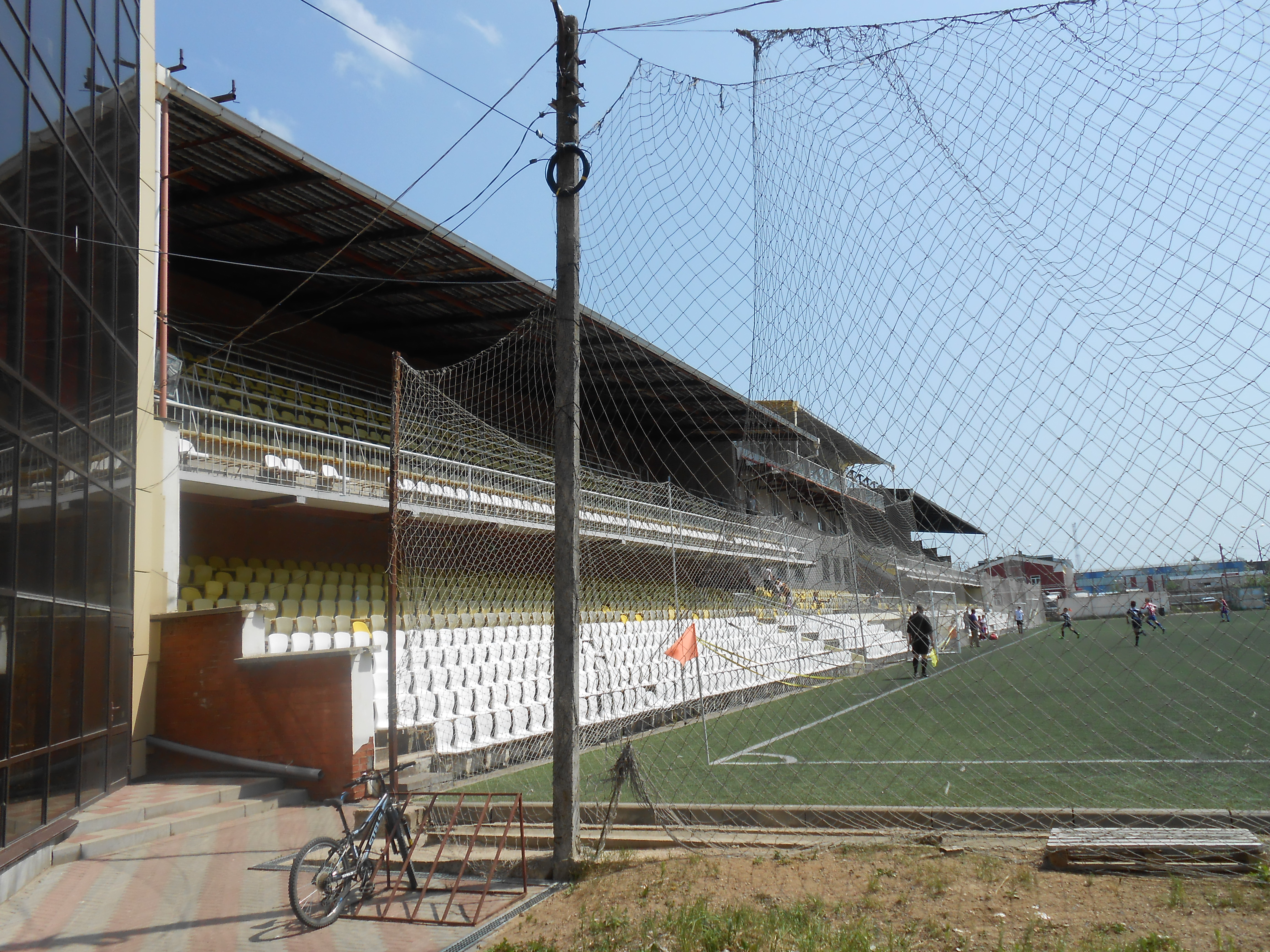
Стадион «САПА»
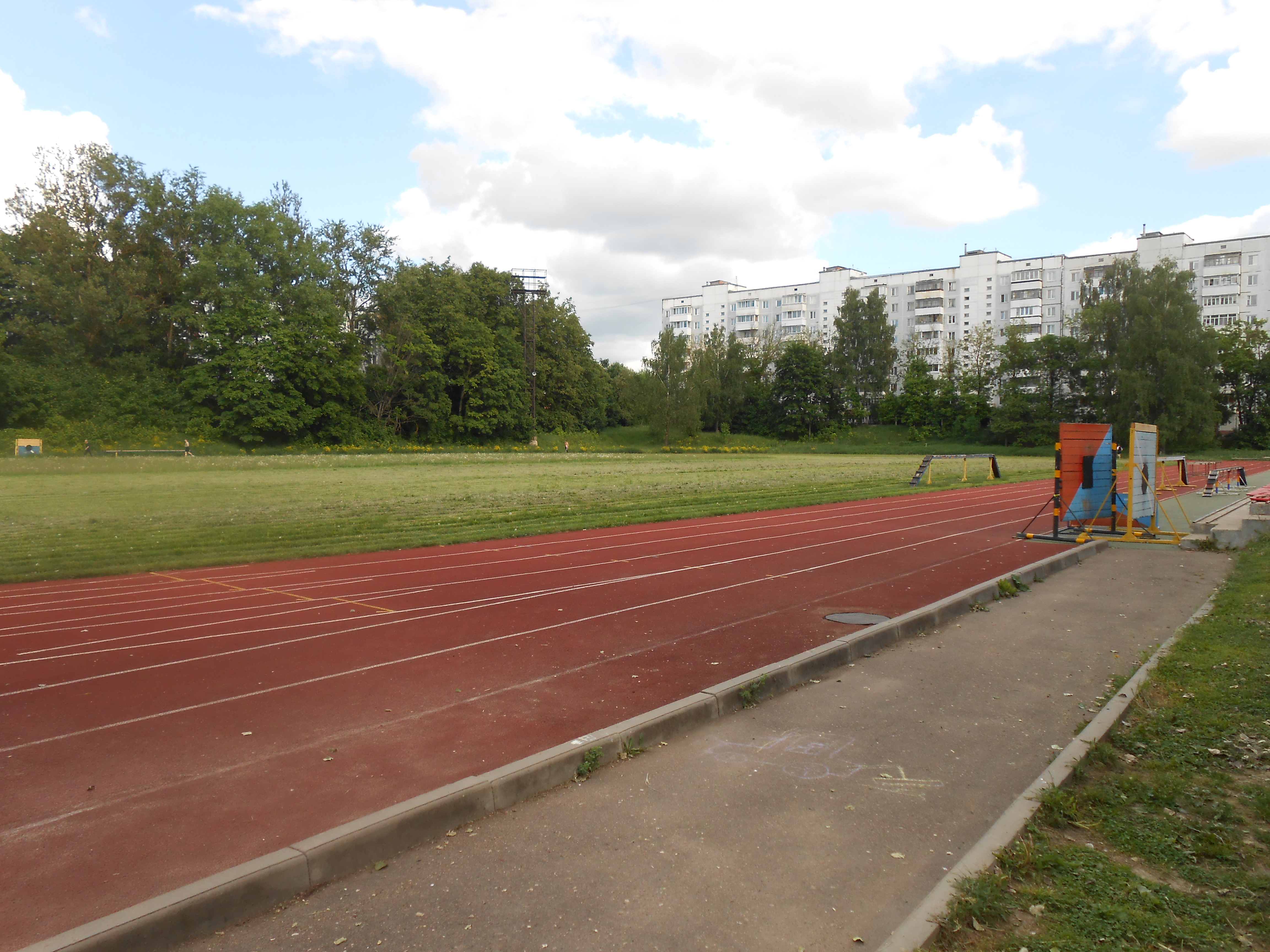
Стадион «Крылья Советов»

## Болельщики

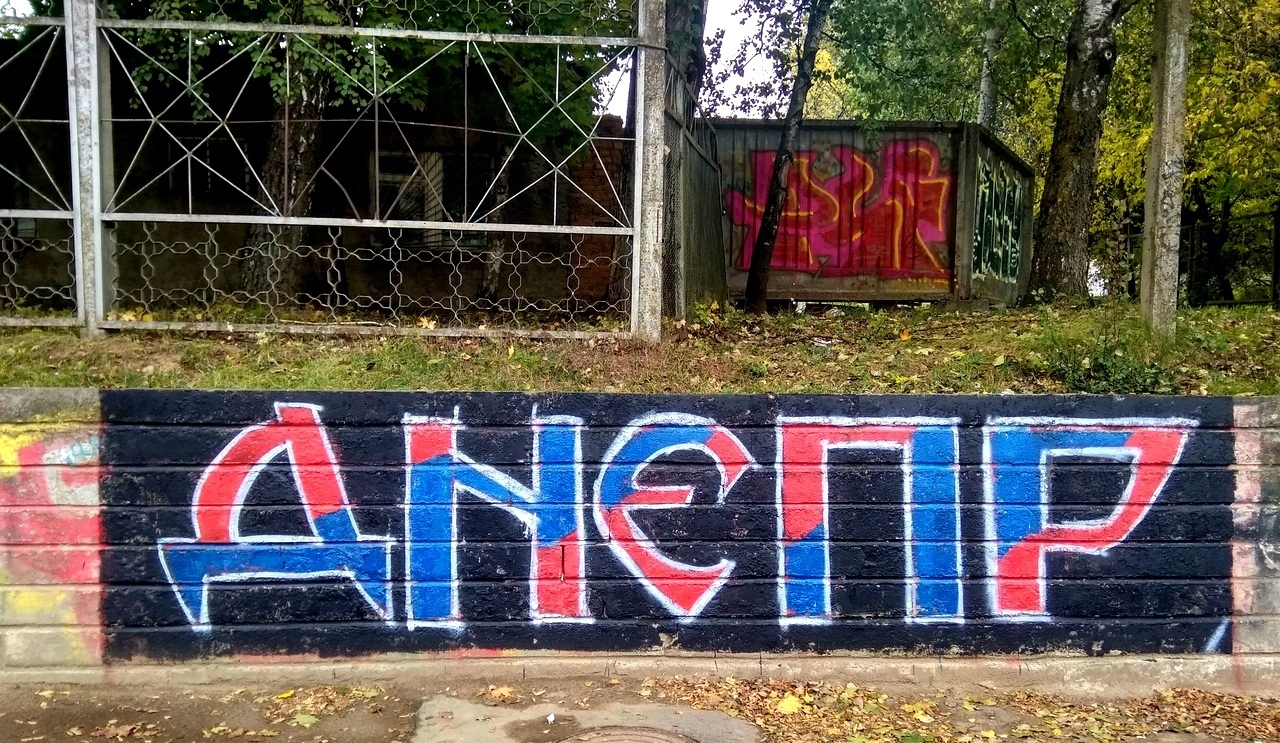
Граффити фанатов ФК «Днепр» Смоленск

Смоленский футбольный фанатизм зародился в 1987 году. Уже в следующем сезоне болельщики совершили первый выезд в Брянск.
Фанаты «Днепра» являются преемниками фанатского движения «Искры» и «Кристалла».